# Rabarbaro Zucca
Il Rabarbaro Zucca è un amaro italiano a base di rabarbaro e altri aromi naturali. La sua storia è legata, in particolare, alla città di Milano.

## Nome e marchio
Mentre la prima parte del nome commerciale allude all'ingrediente caratterizzante, il rabarbaro, la seconda parte, Zucca, non ha nulla a che vedere con l'omonimo ortaggio, ma trae origine dal cognome del suo ideatore, Ettore Zucca, che creò il liquore nel 1845 a Milano.
Il marchio è oggi di proprietà del gruppo industriale ILLVA Saronno.
Può essere accostato ad altri amari e aperitivi italiani, come Rabarbaro Bergia, Punt e Mes, Cynar, e Campari.

## Caratteristiche
L'amaro prende il gusto del suo ingrediente principale a seguito di infusione alcolica, per 10 giorni, dei rizomi della pianta, che gli conferiscono un sapore dolceamaro.
L'infusione prevede la presenza di altri ingredienti: bucce d'arancia amara, grani di cardamomo, del chinino, e, come gli altri amari, una mescolanza di erbe aromatiche.
Dotato di un titolo alcolometrico di 16°, è in genere consumato come aperitivo, liscio o allungato con acqua gasata e cubetti di ghiaccio, fresco o, più di rado, leggermente riscaldato. Può entrare anche come ingrediente di vari cocktail.

## Pubblicità

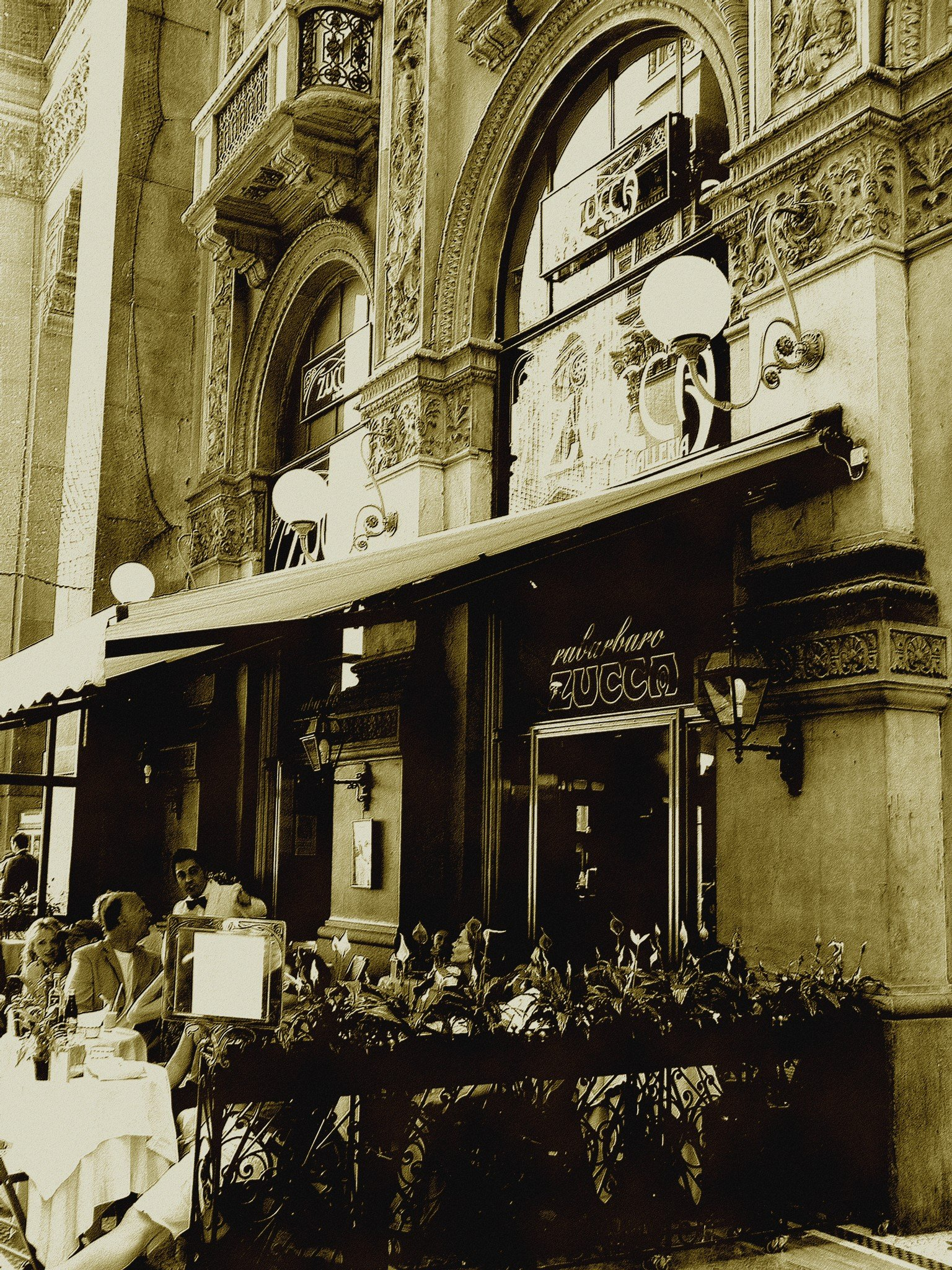
Il nome sull'insegna del Bar Zucca (già Caffè Camparino) a Milano

Diverse pubblicità e oggetti derivati mostrano, a partire dagli anni sessanta del Novecento, una ragazza dai tratti asiatici vestita per intero di rosso e inginocchiata con le braccia tese in avanti in modo da formare la Z di Zucca, volendo evocarne l'origine geografica e l'utilizzo officinale nella medicina cinese della pianta del rabarbaro.
Famoso è anche uno slogan pubblicitario che, al pari di altri (come il celeberrimo "Metti un tigre nel motore", o la "Milano da bere" dell'amaro Ramazzotti), faceva leva su un gioco di parole o su un'anomalia linguistica:
«Il Rabarbaro Zucca si trova nel bar come il bar si trova nel RaBARbaro» ("si trova nei bar", secondo Giuseppe Aldo Rossi).
Al prodotto è dedicato, dal 2011, un concorso letterario, il "Premio Zucca - Spirito Noir", dedicato al genere noir, la cui prima edizione si è tenuta al Courmayeur Noir in festival.
Per oltre un quindicennio, dal 1996 fino a gennaio 2012 il nome del rabarbaro ha sostituito quello di "Camparino" sulle insegne dello storico locale milanese il Caffè Camparino, in Galleria Vittorio Emanuele II.